# 素振り
素振り（すぶり）とは、バット・ラケット・ゴルフクラブ・竹刀・木刀などを主にトレーニング目的で相手やボールを打たずに振ることである。

## 剣道
剣道における稽古方法（基本稽古）のひとつ。足さばきを伴って、竹刀や木刀を上下、斜め方向に振る動作を指す。基本的に面などの防具をつけずに行う。
以下のような効用があるとされる。
1. 手・足・体の一致の感覚を習得できる。
2. 素振りによって、竹刀操作を習得できる。
3. 打突に必要な手の内の感覚がつかめ、打ちの冴えを習得できる。
4. 足さばきと竹刀の振りの調和を習得できる。
5. 稽古前の準備運動としての効果が期待できる。

## 野球
野球においては打撃フォームを固めるための基礎練習として広く認知されている。
今浪隆博の主張によると、自分の決まった型で振り続ける打者の場合は素振りの有効性が高いが、ボールに対応する動きを行う打者においては動きの確認のために行われることはあってもそこまで重点的に行うべき練習ではないとのこと。因みにアマチュア野球ではそもそもバッティングケージの数の都合で好き勝手に打撃練習ができず、素振りで打撃練習の量を確保するという台所事情的な側面もある。